# Robert Lemaire
Robert Lemaire (23 de juliol de 1916 - 27 de juny de 1994) va ser un jugador d'escacs belga, guanyador del campionat belga d'escacs (1950).

## Resultats destacats en competició
Des de mitjans de la dècada de 1940 fins a finals de la dècada de 1950, Robert Lemaire va ser un dels principals jugadors d'escacs de Bèlgica. Va ser diversos cops pòdium al campionat belga d'escacs. El 1946, a Anvers, Robert Lemaire va compartir el 1r – 2n lloc amb Albéric O'Kelly de Galway al Campionat de Bèlgica d'escacs però va perdre un matx addicional pel títol – 0:4. El 1950, a Gant va guanyar el campionat belga d'escacs. L'any 1952, a Gant va ocupar el segon lloc del campionat belga d'escacs. El 1955, a Merksem, Robert Lemaire va compartir el 1r-3r lloc al campionat belga d'escacs però només va ocupar el tercer lloc en el torneig addicional pel títol de campió (torneig guanyat Jos Gobert ). L'any 1960, a Gant va compartir el 1r-2n lloc en aquest torneig, però va romandre segon després del desempat.
Robert Lemaire va jugar representant Bèlgica a les Olimpíades d'escacs:
- El 1954, al quart tauler de l'11a Olimpíada d'escacs a Amsterdam (+9, =2, -7).

Robert Lemaire va jugar també representant Bèlgica a la Copa Clare Benedict :
- L'any 1955, a tercer tauler a la 2na Clare Benedict Chess Cup a Mont Pèlerin (+0, =1, -4).